# Thierry Langer
Thierry Langer (* 24. Oktober 1991 in Malmedy, Provinz Lüttich) ist ein belgischer Biathlet und Skilangläufer. Er gab 2009 sein Debüt im Biathlon-Weltcup und ist der erfolgreichste gebürtige Belgier auf der höchsten Ebene des Biathlonsports.

## Sportliche Laufbahn

### Anfänge auf Juniorenebene und im IBU-Cup
Langer stammt aus Elsenborn in der belgischen Eifel und kam früh mit dem Skilanglauf in Kontakt. Der Skiverband Belgiens rekrutierte ihn Mitte der 2000er für den im Aufbau befindlichen Biathlonsport, 2006 bestritt er seine ersten internationalen Rennen im Europacup (dem späteren IBU-Cup) der Junioren und wurde in den kommenden Jahren regelmäßig bei Jugend- und Juniorenweltmeisterschaften eingesetzt. Dabei spielten weder er noch die belgische Staffel eine Rolle im Kampf um vordere Platzierungen, seine besten Resultate erreichte er 2009 mit einem 21. Platz im Einzel, Rang 48 im Sprint und 45 in der Verfolgung. Im gleichen Jahr nahm Langer in Oberhof an den Juniorenrennen der Sommerbiathlon-Weltmeisterschaften teil und wurde dort in den Crosslauf-Rennen 28. des Sprints und 27. der Verfolgung sowie 35. des Sprints und 30. des Verfolgers in den Rollski-Wettbewerben.
Bei den Männern bestritt Langer seine ersten Rennen 2008 im IBU-Cup und wurde 143. eines Sprints in Obertilliach. In seinem zweiten Rennen belegte er den 64. Platz im Sprint von Altenberg und erreichte damit erstmals eine zweistellige Platzierung. 2010 gewann er als 37. eines Sprints in Pokljuka erstmals Punkte in der zweithöchsten Rennserie. Er war damit auch der erste Belgier überhaupt, der Punkte im IBU-Cup gewinnen konnte. Zum Auftakt der Saison 2009/10 bestritt der Belgier in Östersund seine ersten Rennen im Weltcup, bei denen er sich nicht unter den ersten 100 Athleten platzieren konnte. Erste internationale Meisterschaft wurden die Weltmeisterschaften 2012 in Ruhpolding. Langer wurde 119. des Einzels, 128. des Sprints und mit den nicht mit ihm verwandten Thorsten Langer und Pascal Langer sowie mit Vincent Naveau 26. im Staffelrennen. Nach einer Überrundung durch die führenden Staffeln mussten die Belgier den Wettkampf vorzeitig beenden.

### Stetige Steigerung im Weltcup

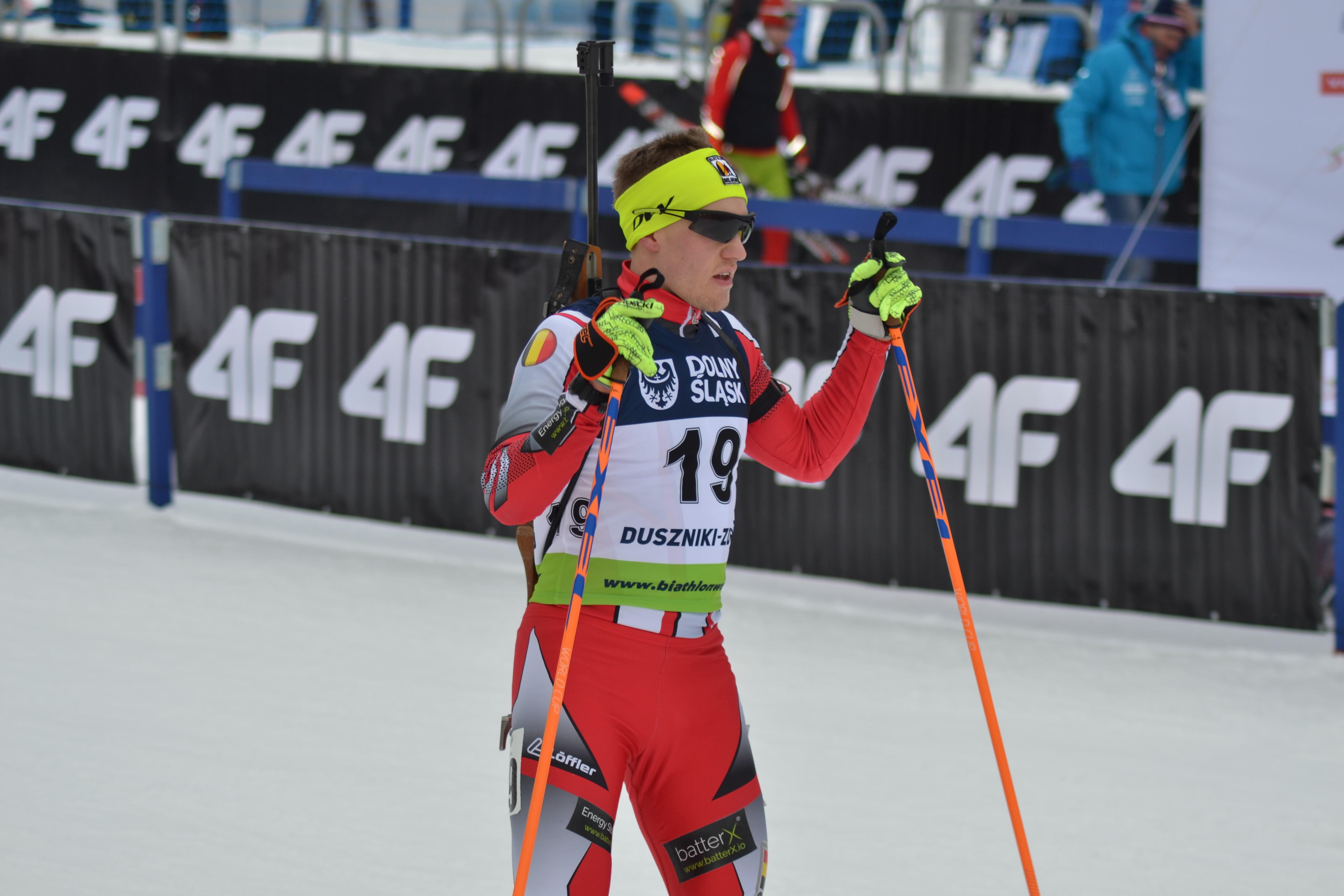
Zieleinlauf beim Einzelrennen der Europameisterschaften 2017

Erst Mitte der 2010er Jahre professionalisierte sich der belgische Biathlon. Unter anderem arbeitete erstmals ein Wachsteam für die Athleten – diese hatten ihre Skier bis dahin selbst präpariert. Nach Ansicht Langers trugen zur Professionalisierung insbesondere die Einbürgerungen des Deutschen Michael Rösch und des Franzosen Florent Claude bei, die zuvor für ihre jeweiligen Heimatländer internationale Erfolge gefeiert hatten und ab 2014 beziehungsweise 2017 dem belgischen Kader angehörten. Langer erreichte bei den Weltmeisterschaften 2015 in Kontiolahti mit dem 98. Platz im Einzel erstmals ein Ergebnis unter den vorderen 100 (bei 125 Startern und einem 13. Rang des neuen Teamkollegen Rösch), ein Jahr später in Oslo standen am Ende der Welttitelkämpfe zwei 84. Plätze. Ab dem Winter 2017/18 war Belgien erstmals regelmäßig mit Staffeln im Weltcup vertreten. Dabei eröffneten Michael Rösch und Florent Claude die Staffel als erster und zweiter Läufer, Langer und Tom Lahaye-Goffart folgten an dritter beziehungsweise vierter Position. In dieser Aufstellung gerieten die Belgier kurzzeitig in den Fokus, als sie bei der Staffel von Oberhof im Januar 2018 – bei dichtem Nebel – nach zwei Läufern in Führung lagen, Langer das Rennen also an erster Stelle aufnahm. Er fiel auf den vierten Platz zurück, letztlich beendete Belgien die Staffel auf Rang 13 (von 24 gewerteten).

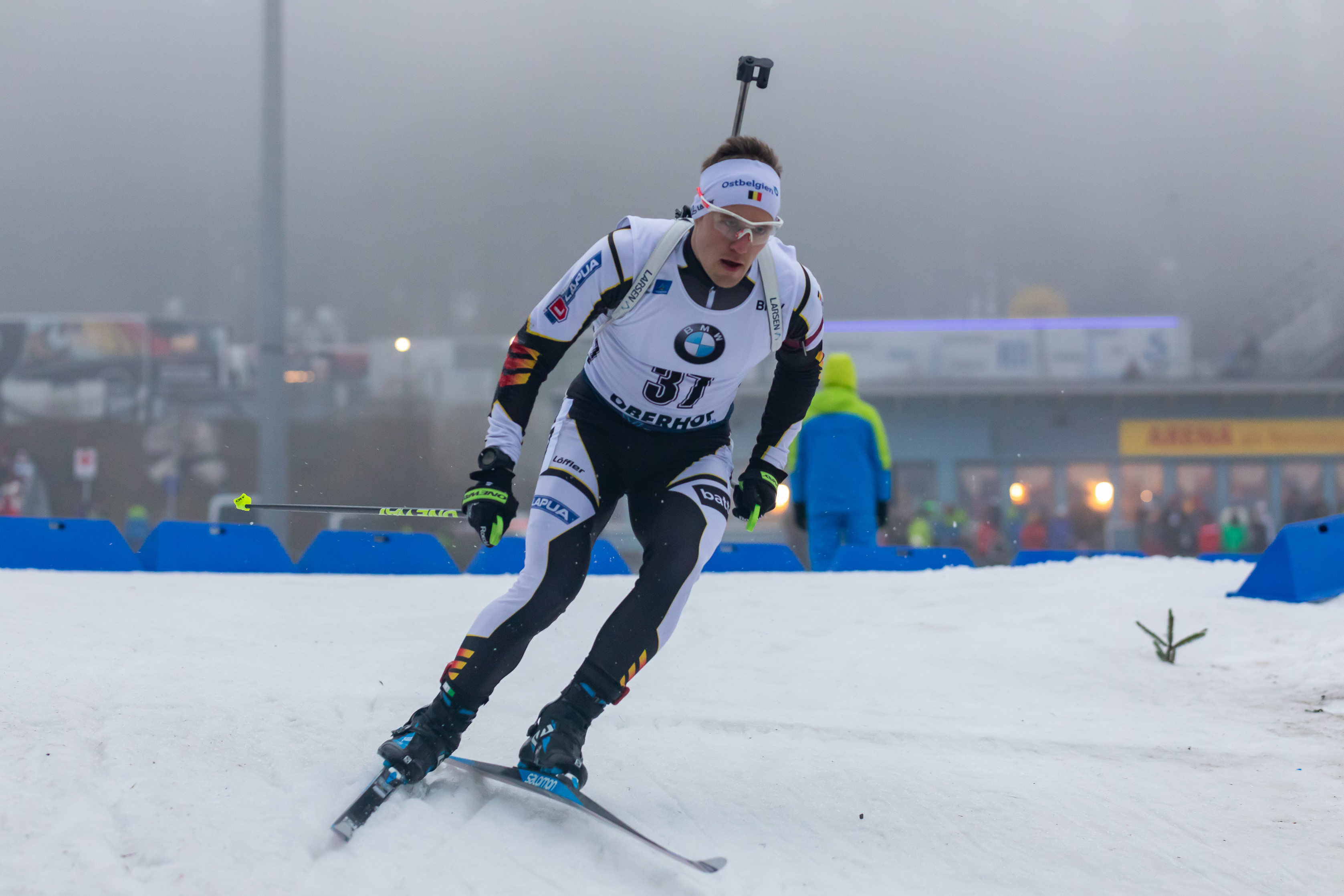
Langer im Januar 2020 in Oberhof

Im Sommer 2018 übernahm Jean-Guillaume Béatrix das Training der belgischen Biathleten. Langer erreichte in der ersten von Béatrix betreuten Saison zunächst in mehreren IBU-Cup-Rennen die Top 20 und ersetzte Mitte der Saison Michael Rösch nach dessen Karriereende im Weltcup. Im Dezember 2019 sicherte sich Langer seine ersten Weltcuppunkte mit einem 21. Platz im Sprint von Hochfilzen, den er in der anschließenden Verfolgung mit einem 23. Rang bestätigte. Im Sprint blieb er dabei ohne Fehlschuss. Insgesamt gewann er in vier Wettkämpfen Weltcuppunkte (darunter ein 38. Platz im Einzelwettkampf bei den Weltmeisterschaften) und belegte am Saisonende den 60. Rang im Gesamtweltcup. Beim Saisonfinale 2020/21 erreichte er in Östersund mit einem weiteren fehlerfreien Sprintrennen Position 15. Im Winter 2021/22 gewann Langer lediglich in den Sprintrennen von Östersund und Otepää Weltcuppunkte, zudem war er Teil des belgischen Olympiateams, wo er in den Individualbewerben enttäuschte und mit Florent Claude, Tom Lahaye-Goffart und César Beauvais überrundeter Staffel-20. wurde. Aufmerksamkeit erregte er bei den Sommerbiathlon-Weltmeisterschaften 2022 in Ruhpolding, als Langer das Qualifikationsrennen zum Supersprint gewinnen konnte. Das Hauptrennen beendete er nach acht Schießfehlern jedoch nur als 25. der 30 Starter. Steigern konnte sich der Belgier daraufhin in der Saison 2022/23. Einschließlich der WM klassierte er sich sechsmal unter den besten Vierzig, wovon das beste Ergebnis Rang 24 im Sprint von Kontiolahti darstellte. Ein schwerer Sturz Langers verhinderte im Januar 2023 auf der Pokljuka in der Mixedstaffel ein besseres Resultat, trotzdem brachten Florent Claude, Maya Cloetens und Lotte Lie das Team noch auf Platz 10 ins Ziel. Am Saisonende gelang ihm in Östersund zusammen mit Claude, Beauvais und Marek Mackels mit Rang 15 schließlich das beste Herrenstaffelergebnis seit dem Rücktritt Michael Röschs Anfang 2019.
Seine erste Medaille bei einem IBU-Wettkampf gewann Langer im August 2024 als Dritter des Sprints im Rahmen der Sommerbiathlon-Weltmeisterschaften. Auch im folgenden Winter gelang ihm – im schon fortgeschrittenen Alter von 33 Jahren – eine deutliche Leistungssteigerung. Schon im saisoneröffnenden Einzel in Kontiolahti lief er als Neunter erstmals unter die besten Zehn eines Weltcuprennens und konnte dies im Verlauf des gesamten Trimesters bestätigen. Sechs weitere Top-30-Platzierungen und die daraus folgende Qualifikation für seine ersten zwei Massenstarts auf der höchsten Ebene verhalfen dem Belgier zum zwischenzeitlichen 22. Rang in der Gesamtwertung. In Oberhof kam mit der Mixedstaffel ein starker siebter Rang zustande, bei den Weltmeisterschaften traf er im Einzel zum ersten Mal in seiner Karriere alle zwanzig Scheiben und klassierte sich auf dem 13. Platz. Im letzten Saisondrittel fielen seine Leistungen am Schießstand und in der Loipe ab und er kam nicht mehr unter die besten 40.
Parallel zu seiner Biathlonlaufbahn nahm Langer auch an Langlaufwettbewerben teil. In dieser Disziplin vertrat er Belgien zunächst bei der Nordischen Ski-WM 2017 als 82. im Sprint und qualifizierte sich 2018 für die Olympischen Winterspiele in Pyeongchang, wo er einer von 22 belgischen Athleten war und über 15 Kilometer im freien Stil Rang 62 belegte.

## Persönliches
Langer begann 2010 ein Chemiestudium an der Technischen Universität Clausthal, während der Olympiasaison 2017/18 legte er ein Urlaubssemester ein, studierte ansonsten aber regulär. In seiner Masterarbeit setzte er sich 2019 mit dem optimierten Wachsen von Skiern bei verschiedenen Oberflächenbedingungen auseinander. Langers belgischer Heimatverein ist der Ski Club Elsenborn, er arbeitete während seines Studiums aber auch mit dem WSV Clausthal-Zellerfeld zusammen, dem unter anderem Franziska Hildebrand und Arnd Peiffer angehören.
Mittlerweile lebt Thierry Langer im Schwarzwald und trainiert dort am deutschen Bundesstützpunkt Notschrei u. a. gemeinsam mit Roman Rees.

## Statistiken

### Weltcupplatzierungen
Die Tabelle zeigt alle Platzierungen (je nach Austragungsjahr einschließlich Olympische Spiele und Weltmeisterschaften).
- 1.–3. Platz: Anzahl der Podiumsplatzierungen
- Top 10: Anzahl der Platzierungen unter den ersten zehn (einschließlich Podium)
- Punkteränge: Anzahl der Platzierungen innerhalb der Punkteränge (einschließlich Podium und Top 10)
- Starts: Anzahl gelaufener Rennen in der jeweiligen Disziplin
- Staffel: inklusive Mixed- und Single-Mixed-Staffeln

| Platzierung               | Einzel | Sprint | Verfolgung | Massenstart | Staffel | Gesamt |
| ------------------------- | ------ | ------ | ---------- | ----------- | ------- | ------ |
| 1. Platz                  |        |        |            |             |         |        |
| 2. Platz                  |        |        |            |             |         |        |
| 3. Platz                  |        |        |            |             |         |        |
| Top 10                    | 1      |        |            |             | 3       | 4      |
| Punkteränge               | 3      | 14     | 7          | 2           | 42      | 68     |
| Starts                    | 23     | 56     | 23         | 2           | 42      | 146    |
| Stand: Saisonende 2024/25 |        |        |            |             |         |        |

### Weltcupwertungen
Ergebnisse bei Biathlon-Weltcups (Disziplinen- und Gesamtweltcup) gemäß Punktesystem:
| Saison  | Einzel | Einzel | Sprint | Sprint | Verfolgung | Verfolgung | Massenstart | Massenstart | Gesamt | Gesamt |
| Saison  | Platz  | Punkte | Platz  | Punkte | Platz      | Punkte     | Platz       | Punkte      | Platz  | Punkte |
| ------- | ------ | ------ | ------ | ------ | ---------- | ---------- | ----------- | ----------- | ------ | ------ |
| 2019/20 | 62.    | 3      | 54.    | 32     | 51.        | 18         | –           | –           | 60.    | 53     |
| 2020/21 | –      | –      | 47.    | 44     | –          | –          | –           | –           | 60.    | 44     |
| 2021/22 | –      | –      | 80.    | 11     | –          | –          | –           | –           | 89.    | 11     |
| 2022/23 | 57.    | 6      | 46.    | 30     | 70.        | 7          | –           | –           | 58.    | 43     |
| 2023/24 | –      | –      | 51.    | 26     | 53.        | 15         | –           | –           | 56.    | 41     |
| 2024/25 | 30.    | 34     | 43.    | 42     | 33.        | 50         | 33.         | 31          | 38.    | 157    |

### Olympische Winterspiele

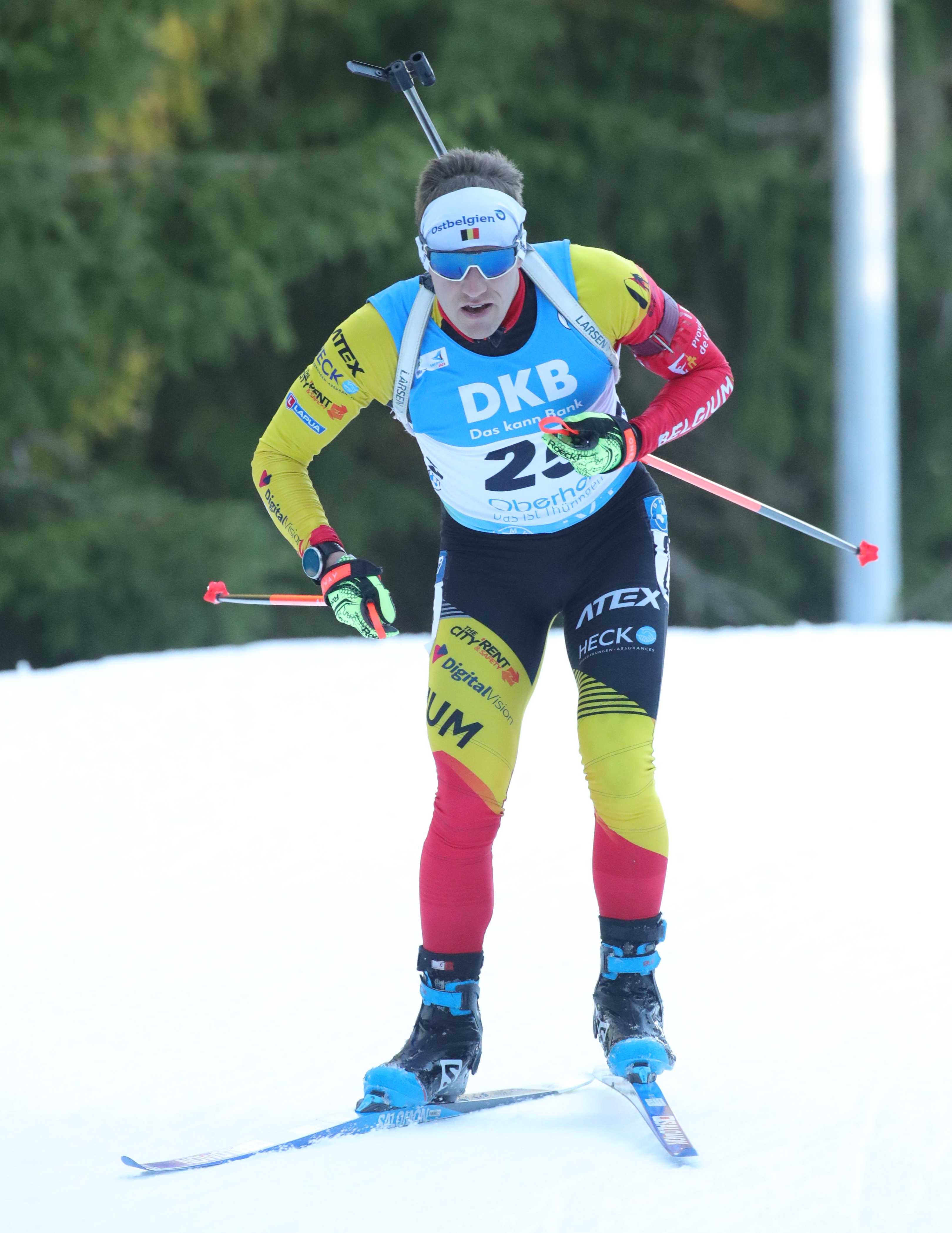
Langer während des Einzels bei der WM 2023 in Oberhof

Ergebnisse bei Olympischen Winterspielen:
| Jahr und Ort     | Wettbewerb | Wettbewerb | Wettbewerb | Wettbewerb | Wettbewerb | Wettbewerb |
| Jahr und Ort     | 15 km      | Skiathlon  | 50 km      | Sprint     | Staffel    | Teamsprint |
| ---------------- | ---------- | ---------- | ---------- | ---------- | ---------- | ---------- |
| 2018 Pyeongchang | 62.        | –          | –          | –          | –          | –          |

|                                        | Einzelwettbewerbe | Einzelwettbewerbe | Einzelwettbewerbe | Einzelwettbewerbe | Staffelwettbewerbe | Staffelwettbewerbe |
| Einzel                                 | Sprint            | Verfolgung        | Massenstart       | Männerstaffel     | Mixedstaffel       |                    |
| -------------------------------------- | ----------------- | ----------------- | ----------------- | ----------------- | ------------------ | ------------------ |
| Olympische Winterspiele 2022 \| Peking | 77.               | 67.               | –                 | –                 | 20.                | –                  |

### Weltmeisterschaften
Ergebnisse bei Weltmeisterschaften:
| Weltmeisterschaft | Weltmeisterschaft | Einzelwettbewerbe | Einzelwettbewerbe | Einzelwettbewerbe | Einzelwettbewerbe | Staffelwettbewerbe | Staffelwettbewerbe | Staffelwettbewerbe |
| Jahr              | Ort               | Einzel            | Sprint            | Verfolgung        | Massenstart       | Männerstaffel      | Mixedstaffel       | S.-M.-Staffel      |
| ----------------- | ----------------- | ----------------- | ----------------- | ----------------- | ----------------- | ------------------ | ------------------ | ------------------ |
| 2012              | Ruhpolding        | 119.              | 128.              | –                 | –                 | 26.                | –                  | nicht ausgetragen  |
| 2013              | Nové Město        | 111.              | 122.              | –                 | –                 | –                  | –                  | nicht ausgetragen  |
| 2015              | Kontiolahti       | 98.               | 110.              | –                 | –                 | –                  | –                  | nicht ausgetragen  |
| 2016              | Oslo              | 84.               | 84.               | –                 | –                 | 24.                | –                  | nicht ausgetragen  |
| 2017              | Hochfilzen        | 77.               | 90.               | –                 | –                 | –                  | –                  | nicht ausgetragen  |
| 2019              | Östersund         | 88.               | 89.               | –                 | –                 | 23.                | –                  | –                  |
| 2020              | Antholz           | 38.               | 75.               | –                 | –                 | 19.                | 25.                | –                  |
| 2021              | Pokljuka          | 76.               | 58.               | 43.               | –                 | 22.                | 21.                | –                  |
| 2023              | Oberhof           | 54.               | 56.               | 34.               | –                 | 19.                | 14.                | –                  |
| 2024              | Nové Město        | –                 | DNF               | –                 | –                 | –                  | 8.                 | –                  |
| 2025              | Lenzerheide       | 13.               | 42.               | 46.               | –                 | 14.                | 10.                | –                  |

### Nordische Skiweltmeisterschaften
| Jahr und Ort | Wettbewerb | Wettbewerb | Wettbewerb | Wettbewerb | Wettbewerb | Wettbewerb |
| Jahr und Ort | 15 km      | Skiathlon  | 50 km      | Sprint     | Staffel    | Teamsprint |
| ------------ | ---------- | ---------- | ---------- | ---------- | ---------- | ---------- |
| 2017 Lahti   | DNQ        | –          | –          | 82. (Q)    | –          | –          |

### Jugend-/Juniorenweltmeisterschaften
Langer nahm bis 2010 an den Jugend-, ab 2011 an den Juniorenwettkämpfen teil.
| Weltmeisterschaften | Weltmeisterschaften | Einzelwettbewerbe | Einzelwettbewerbe | Einzelwettbewerbe | Männerstaffel |
| Jahr                | Ort                 | Einzel            | Sprint            | Verfolgung        | Männerstaffel |
| ------------------- | ------------------- | ----------------- | ----------------- | ----------------- | ------------- |
| 2007                | Martell             | 80.               | 75.               | –                 | 16.           |
| 2008                | Ruhpolding          | 65.               | 79.               | –                 | 21.           |
| 2009                | Canmore             | 21.               | 48.               | 45.               | –             |
| 2010                | Torsby              | 40.               | 48.               | 53.               | –             |
| 2011                | Nové Město          | 49.               | 73.               | –                 | –             |
| 2012                | Kontiolahti         | 67.               | 36.               | 55.               | –             |